# Konwój PQ-2

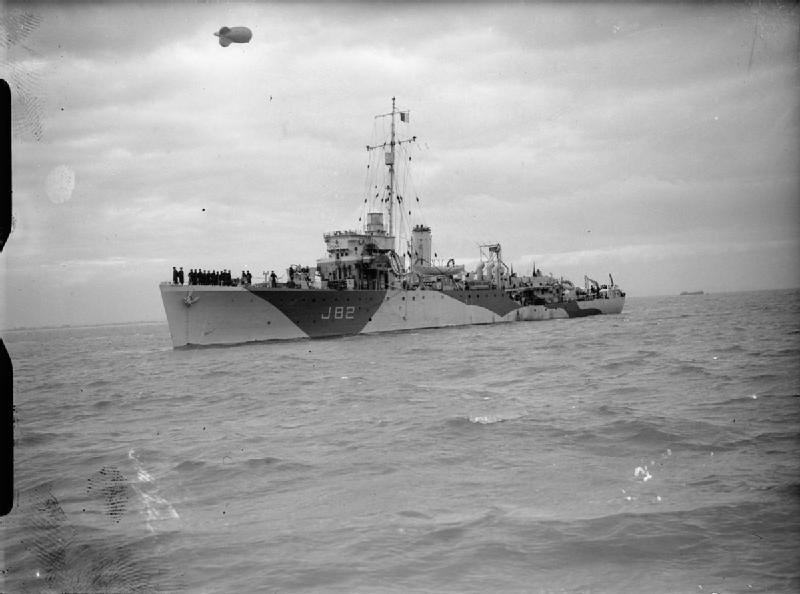
HMS Hussar

Konwój PQ-2 – trzeci konwój arktyczny podczas II wojny światowej wysłany przez aliantów ze sprzętem wojennym i surowcami do ZSRR, które były niezbędne do prowadzenia dalszej walki przeciwko III Rzeszy. Konwój został wysłany 13 października 1941 z Liverpoolu i dotarł do Archangielska 30 października 1941 roku.

## Okręty
Konwój składał się z sześciu statków transportowych, które były eskortowane przez krążownik HMS „Norfolk”, niszczyciele HMS „Icarus” i HMS „Eclipse” oraz trałowce HMS „Seagull”, „Speedy” (dołączył do konwoju 14 października) i „Bramble” (dołączył do konwoju 17 października). Na wodach terytorialnych ZSRR (od 29 października) do eskorty konwoju dołączyły trałowce HMS „Gossamer”, „Leda” i „Hussar” oraz radzieckie niszczyciele „Uricki” i „Walerian Kujbyszew”. Wszystkie jednostki dopłynęły do Archangielska bez strat.